# Milutin Milanković
Milutin Milanković, cyrylicą: Милутин Миланковић (ur. 16 maja?/28 maja 1879 w Dalju, zm. 12 grudnia 1958 w Belgradzie) – serbski matematyk, geofizyk i astrofizyk, inżynier budownictwa oraz pisarz i popularyzator nauki.

## Życie osobiste
Jego dziadek Uroš był filozofem, a drugi dziadek, Mita, szefem sztabu serbskiej armii za panowania Michała Obrenowicia. Był synem Milana i Jelisavety, z d. Maučević, jego ojciec był rolnikiem i handlarzem, a także lokalnym politykiem, zmarł gdy Milutin miał 8 lat. Miał sześcioro rodzeństwa; wraz ze swoją siostrą bliźniaczką był najstarszy. Trzech braci Milutina umarło z powodu gruźlicy jeszcze w dzieciństwie. Po śmierci ojca matka, babka i wuj zaczęli opiekować się dziećmi. 14 czerwca 1914 poślubił Kristinę Topuzović, z którą miał syna Vasko.

## Przed podjęciem pracy naukowej
Urodził się w Dalju, położonym nad brzegiem Dunaju w Slawonii w Austro-Węgrzech, obecnie w żupani osijecko-barańskiej w Chorwacji. Z powodu słabego zdrowia podstawowe kształcenie Milutina przebiegało w domu, gdzie uczył się od guwernantek i korepetytorów. W wieku dziesięciu lat przeprowadził się do innego wuja, Pai Maučevicia, w pobliskim Osijeku, gdzie po raz pierwszy uczęszczał do szkoły publicznej. W 1902 ukończył studia z zakresu inżynierii lądowej na Uniwersytecie Technicznym w Wiedniu, dwa lata później jako pierwszy Serb uzyskał tu tytuł doktora nauk technicznych. Tytuł jego doktoratu to Beitrag zur Theorie der Druck-kurven (pol. Przyczynek do teorii krzywych ciśnienia). W zawodzie inżyniera – budowniczego mostów, wiaduktów i zapór z zastosowaniem żelbetu, pracował w firmie Pittel do 1909, kiedy objął katedrę matematyki w Uniwersytecie w Belgradzie, gdzie później utworzył katedrę mechaniki nieba i był dziekanem Wydziału Filozoficznego. Pionier inżynierii rakietowej, dyrektor Obserwatorium Astronomicznego w Belgradzie (1948–1951).

## Praca naukowa
Jego najbardziej znanym osiągnięciem jest opisanie cykli Milankovicia, gdzie zastosował metody matematyczne do rekonstrukcji warunków klimatycznych panujących dawniej na Ziemi, a także zależności orbity ziemskiej i zmian klimatycznych. Milanković badał trzy parametry orbity ziemskiej: inklinację (nachylenie) osi ziemskiej, jej precesję (zjawisko obracania się) i ekscentryczność orbity wokół Słońca. Stwierdził wyraźne oscylacje o okresach rzędu dziesiątek tysięcy lat. Było to rozwinięcie teorii Jamesa Crolla.
Teoria Milankovićia zyskała światową sławę dzięki publikacji jego krzywej promieniowania słonecznego w dziele Die Klimate der geologischen Vorzeit (1924), autorstwa klimatologa Wladimira Köppena i geofizyka Alfreda Wegenera. Następnie zaproszono go do współpracy przy dwóch podstawowych podręcznikach: klimatologii – Handbuch der Klimatologie (5 tomów, wyd. 1939) oraz geofizyki, Handbuch der Geophysik (1933).
Jego teoria nie została wówczas uznana, lecz współczesne badania osadów na dnach oceanicznych i rdzeni lodowcowych na Grenlandii i Antarktydzie zdają się potwierdzać rytmy Milankovicia o okresach 41 tys., 23 tys. oraz 100 tys. lat.
Sformułował prawo insolacji i teorię epoki lodowcowej. Dokonał również modyfikacji kalendarza juliańskiego, w następstwie czego opracował kalendarz nowojuliański, przyjęty przez większość Kościołów prawosławnych, m.in. Kościół Grecji, Konstantynopola, Rumunii, Bułgarii, Cypru.
Był stałym członkiem Serbskiej (od 1924) i członkiem korespondentem Jugosłowiańskiej Akademii Nauk i Umiejętności (od 1925).

## Upamiętnienie
Jego imieniem nazwano planetoidę (1605) Milankovitch oraz kratery na Księżycu i Marsie.